# دراغو هورفات
دراغو هورفات (بالسلوفينية: Drago Horvat)‏ هو لاعب هوكي جليدي يوغوسلافي سابق. لعب في فريق هوكي الجليد الوطني في يوغوسلافيا في دورة الألعاب الأولمبية الشتوية 1984 في سراييفو.

## روابط خارجية
- دراغو هورفات على موقع EliteProspects.com (الإنجليزية)
- دراغو هورفات على موقع أوليمبيديا (الإنجليزية)